# Беслим Селими
Беслим И. Селими (на албански: Besim I. Selimi, на македонска литературна норма: Беслим И. Селими) е виден юрист от Северна Македония, член на Конституционния съд на страната от 1994 до 2003 година.

## Биография
Роден е в 1944 година в кичевското село Жубрино, тогава в Демократична федеративна Югославия. По произход е албанец. Завършва Юридическия факултет на Белградския университет в 1967 година. В същата година е назначен като стажант в Общинската прокуратура в Кичево, а в 1969 година работи като референт в Главната администрация на община Кичево. В 1970 година става съдия в Общинския съд във Феризово (Урошевац), а от септември 1970 година до 1994 година работи като съдия в Общинския съд в Гостивар. В Общинския съд в Гостивар работи 3 години по наказателни дела, а след това по граждански дела. В Общинския съд в Гостивар е председател на профсъюза. Председател е на общинската избирателна комисия за избор на делегати в Събранието на община Гостивар (1974 – 1978). От 1990 година е член на Комисията за изготвяне на Закона за наказателно-процесуалния процес – избран от правителството на Република Македония. От 1994 до 2003 година е конституционен съдия.